# Murlidhar Chandrakant Bhandare
Murlidhar Chandrakant Bhandare (10 de diciembre de 1928 – 15 de junio de 2024) fue un político indio. Fue un destacado líder del Congreso Nacional Indio de Maharashtra y miembro del Rajya Sabha durante tres períodos: 1980–1982, 1982–1988 y 1988–1994.

## Biografía
Ejerció como Abogado Principal del Tribunal Supremo de India y fue Presidente de la Asociación del Colegio de Abogados del Tribunal Supremo durante dos mandatos. Nombrado Gobernador de Odisha el 19 de agosto de 2007, prestó juramento el 21 de agosto de 2007.
El 9 de junio de 2008, celebró el 2º Día Nacional de las Hijas de India (Nandini Diwas). Continuó en el cargo hasta el nombramiento de S. C. Jamir el 9 de marzo de 2013. Su autobiografía, titulada "El arco de la memoria: mi vida y mis tiempos" fue publicada en marzo de 2024.
Falleció el 15 de junio de 2024, a los 95 años de edad.